# ميا مايكلز
ميا مايكلز (بالإنجليزية: Mia Michaels)‏ هي راقصة أمريكية، ولدت في 22 فبراير 1966 في Coconut Grove ‏ في الولايات المتحدة.

## وصلات خارجية
- ميا مايكلز على موقع قاعدة بيانات برودواي على الإنترنت (الإنجليزية)